# Dosi letal
Una dosi letal, en anglès: lethal dose (LD), és una indicació de la letalitat d'una substància donada o d'un tipus de radiació. Com que la resistència varia d'un individu a un altre, la 'dosi letal' representa una dosi (normalment registrada com dosi per quilogram del pes corporal del subjecte) al qual un percentatge donat de subjectes moren.
Les dosis letals normalment s'expressen com dosi letal mediana (median lethal dose) (LD50), el punt on el 50% dels subjectes de la mostra moririen, en les unitats de mg/kg de pes del cos. Per a gasos i aerosols, la concentració letal, lethal concentration, (mg/m³ o ppm, parts per milió) és el concepte anàleg, malgrat que això depèn de la durada de l'exposició, la qual s'ha d'ìncloure en la definició. La dosi letal més baixa coneguda, derivada d'un cas individual d'enverinament, s'abreuja com LCLo (lowest known lethal dose).
Els valors LD per a humans s'estimen millor per extrapolació dels resultats de cultius en cèl·lules humanes. Una de les formes antiquades d'extrapolació implica mesurar la LD en animals com ratolins o gossos, la conversió a dosi per quilogram de biomassa, i extrapolant a les normes humanes. El grau d'error dels valors de LD-extrapolat dels animals és molt gran. La biologia dels animals d'assaig difereix en aspectes importants a la dels humans. Per exemple, el teixit de ratolí és d'aproximadament cinquanta vegades menys sensible que el teixit humà per al verí de l'aranya australiana Atrax robustus.
Els investigadors actualment estan deixant de banda els mesuraments de LD d'origen animal. La Food and Drug Administration dels Estats Units ha començat a aprovar mètodes sense animals més fiables.
.